# Arrows
Arrows je bivša momčad Formule 1, koja se natjecala od 1978. do 2002., a od 1991. do 1996. nosila je ime Footwork.
Momčad je osnovana u Milton Keynesu 1977. od strane Franca Ambrosija, Alana Reesa, Jackieja Olivera, Davea Wassa i Tonyja Southgatea. U 25 sezona, ostvarili su 9 podija te jedno prvo startno mjesto.

### Arrows (1978. – 1990.)
Prvi Arrowsov vozač trebao je biti Šveđanin Gunnar Nilsson, no on iako je potpisao ugovor nikad nije sjeo u Arrowsov bolid, zbog toga što mu je iste godine otkriven rak testisa zbog kojeg je kasnije i preminuo. Talijan Riccardo Patrese bio je sljedeći izbor, koji se pokazao kao pun pogodak. Patrese je u razdoblju od 1978. do 1981. ostvario 4 podija, a na VN SAD-a 1981. donio je momčadi jedini pole position, te vodio sve do 33. kruga kada je odustao zbog mehaničkih problema. Na VN San Marina 1985., Belgijac Thierry Boutsen bio je nadomak prve pobjede za Arrows. Utrku je završio na trećem mjestu, no pobjednik Alain Prost je diskvalificiran zbog ilegalnog bolida. Sumnjalo se i na ilegalnost bolida Elija de Angelisa, ali je Talijan kasnije postao konačni pobjednik. Britanac Derek Warwick i Amerikanac Eddie Cheever bili su Arrowsovi vozači od 1987. do 1989., a upravo je 1988. najbolja sezona u povijesti Arrowsa, gdje je dvojac osvojio 23 boda, te završio na 5. mjestu u poretku konstruktora.

### Footwork (1991. – 1996.)
Sezone 1990., Japanski poduzetnik Wataru Ohashi intenzivno je investirao u momčad, a sljedeće 1991., Arrows mijenja ime u Footwork, po Ohashijevoj kompaniji Footwork Express Ltd. Prva Footworkova sezona je jedina u kojoj momčad nije osvojila bodove. Uz česte promjene dobavljača motora, Footwork je imao osrednji uspjeh u Formuli 1, a jedini podij osvojio je Talijan Gianni Morbidelli na Velikoj nagradi Australije 1995. na Adelaideu. Krajem 1996., momčad je preimenovana u TWR Arrows.

### TWR Arrows (1997. – 2002.)
Svjetski prvak Britanac Damon Hill iznenadio je svijet Formule 1 kada je 1997. iz Williamsa prešao u Arrows. Hill je na VN Mađarske bio nadomak prve pobjede za Arrows, no problemi s bolidom omogućili su Jacquesu Villeneuveu da ga pretekne u posljednjem krugu. Hillovo 2. mjesto na toj utrci posljednji je podij za Arrows. U sezonama koje su sljedile Arrows je u svakoj osvojio pokoji bod, a najbolji plasman u utrci bilo im je 4. mjesto Mike Sala na VN Monaka 1998. i Josa Verstappena na VN Italije 2000. Zbog financijskih problema koji su zahvatili momčad, VN Njemačke 2002. bila je posljednja utrka za Arrows, koja tu sezonu nije odvozila do kraja. 

## Rezultati
| Arrows   |                                   |                 |                                               |     |                                                                |                                           |
| 2002.    | Orange Arrows                     | A23             | Cosworth CR-3 3.0 V10                         | B   | Heinz-Harald Frentzen Enrique Bernoldi                         | 11. mjesto (2 boda)                       |
| 2001.    | Orange Arrows Asiatech            | A22             | Asiatech 001 3.0 V10                          | B   | Jos Verstappen Enrique Bernoldi                                | 10. mjesto (1 bod)                        |
| 2000.    | Arrows F1 Team                    | A21             | Supertec FB02 3.0 V10                         | B   | Pedro de la Rosa Jos Verstappen                                | 7. mjesto (7 bodova)                      |
| 1999.    | Repsol Arrows F1 Team             | A20             | Arrows T2-F1 3.0 V10                          | B   | Pedro de la Rosa Toranosuke Takagi                             | 9. mjesto (1 bod)                         |
| 1998.    | Danka Zepter Arrows               | A19             | Arrows T2-F1 3.0 V10                          | B   | Mika Salo Pedro Diniz                                          | 7. mjesto (6 bodova)                      |
| 1997.    | Danka Arrows Yamaha               | A18             | Yamaha OX11A 3.0 V10                          | B   | Damon Hill Pedro Diniz                                         | 8. mjesto (9 bodova)                      |
| Footwork |                                   |                 |                                               |     |                                                                |                                           |
| 1996.    | Footwork Hart                     | FA16            | Hart 830 3.0 V8                               | G   | Jos Verstappen Ricardo Rosset                                  | 9. mjesto (1 bod)                         |
| 1995.    | Footwork Hart                     | FA15            | Hart 830 3.0 V8                               | G   | Gianni Morbidelli Max Papis Taki Inoue                         | 8. mjesto (5 bodova)                      |
| 1994.    | Footwork Ford                     | FA14            | Ford HBE7/8 3.5 V8                            | G   | Christian Fittipaldi Gianni Morbidelli                         | 9. mjesto (9 bodova)                      |
| 1993.    | Footwork Mugen Honda              | FA13B FA14      | Mugen-Honda MF-351 HB 3.5 V10                 | G   | Derek Warwick Aguri Suzuki                                     | 9. mjesto (4 boda)                        |
| 1992.    | Footwork Mugen Honda              | FA13            | Mugen-Honda MF-351H 3.5 V10                   | G   | Michele Alboreto Aguri Suzuki                                  | 7. mjesto (6 bodova)                      |
| 1991.    | Footwork Grand Prix International | A11C FA12 FA12B | Porsche 3512 3.5 V12 Ford Cosworth DFR 3.5 V8 | G   | Michele Alboreto Alex Caffi Stefan Johansson                   | NC (0 bodova)                             |
| Arrows   |                                   |                 |                                               |     |                                                                |                                           |
| 1990.    | Footwork Arrows Racing            | A11 A11B        | Ford Cosworth DFR 3.5 V8                      | G   | Michele Alboreto Alex Caffi Bernd Schneider                    | 9. mjesto (2 boda)                        |
| 1989.    | Arrows Grand Prix International   | A11             | Ford Cosworth DFR 3.5 V8                      | G   | Derek Warwick Eddie Cheever Martin Donnelly                    | 7. mjesto (13 bodova)                     |
| 1988.    | USF&G Arrows Megatron             | A10B            | Megatron M12/13 1.5 L4 t                      | G   | Derek Warwick Eddie Cheever                                    | 5. mjesto (23 boda)                       |
| 1987.    | USF&G Arrows Megatron             | A10             | Megatron M12/13 1.5 L4 t                      | G   | Derek Warwick Eddie Cheever                                    | 6. mjesto (11 bodova)                     |
| 1986.    | Barclay Arrows BMW                | A9 A8           | BMW M12/13 1.5 L4 t                           | G   | Marc Surer Thierry Boutsen Christian Danner                    | 10. mjesto (1 boda)                       |
| 1985.    | Barclay Arrows BMW                | A8              | BMW M12/13 1.5 L4 t                           | G   | Gerhard Berger Thierry Boutsen                                 | 8. mjesto (14 bodova)                     |
| 1984.    | Barclay Nordica Arrows BMW        | A7 A6           | Ford Cosworth DFV 3.0 V8 BMW M12/13 1.5 L4 t  | G   | Marc Surer Thierry Boutsen                                     | 10. mjesto (3 boda) 11. mjesto (3 boda) 1 |
| 1983.    | Arrows Racing Team                | A6              | Ford Cosworth DFV 3.0 V8                      | G   | Marc Surer Chico Serra Alan Jones Thierry Boutsen              | 10. mjesto (4 boda)                       |
| 1982.    | Arrows Racing Team                | A5 A4           | Ford Cosworth DFV 3.0 V8                      | P   | Marc Surer Brian Henton Mauro Baldi                            | 10. mjesto (5 bodova)                     |
| 1981.    | Ragno Arrows Beta Racing Team     | A3              | Ford Cosworth DFV 3.0 V8                      | P M | Riccardo Patrese Siegfried Stohr Jacques Villeneuve Sr.        | 8. mjesto (10 bodova)                     |
| 1980.    | Warsteiner Arrows Racing Team     | A3              | Ford Cosworth DFV 3.0 V8                      | G   | Riccardo Patrese Jochen Mass Mike Thackwell Manfred Winkelhock | 7. mjesto (11 bodova)                     |
| 1979.    | Warsteiner Arrows Racing Team     | A2 A1           | Ford Cosworth DFV 3.0 V8                      | G   | Riccardo Patrese Jochen Mass                                   | 9. mjesto (5 bodova)                      |
| 1978.    | Arrows Racing Team                | A1 FA1          | Ford Cosworth DFV 3.0 V8                      | G   | Riccardo Patrese Rolf Stommelen                                | 10. mjesto (11 bodova)                    |

- ^  Momčad Arrows je 1984. promijenila dva dobavljača motora; Ford i BMW. Konstruktor Arrows-Ford osvojio je 3 boda i 10. mjesto, a konstruktor Arrows-BMW je s istim brojem bodova završio na 11. mjestu u poretku konstruktora.

## Vanjske poveznice
- statsf1.com